# Bónus

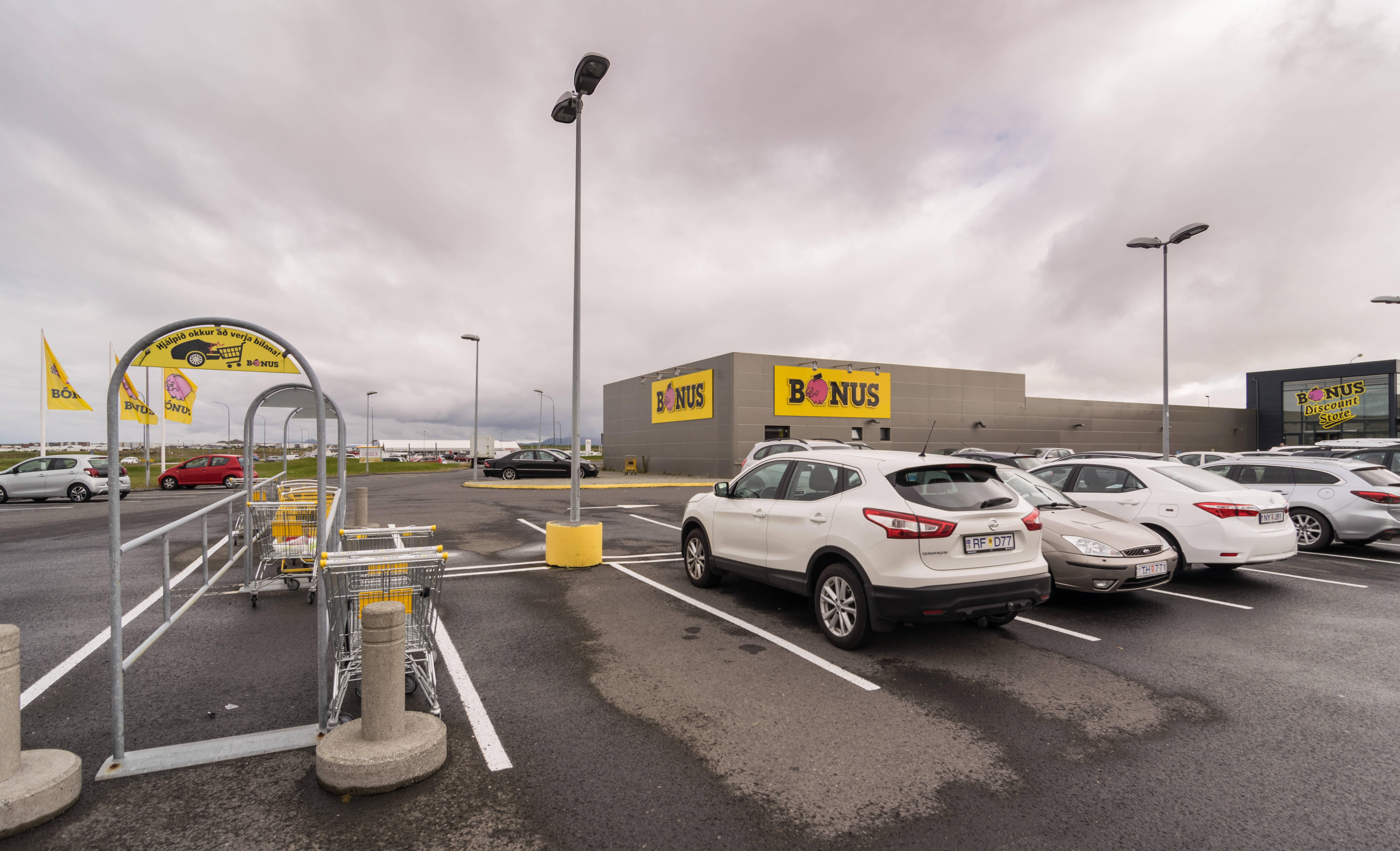
Bónus-Filiale in Keflavík

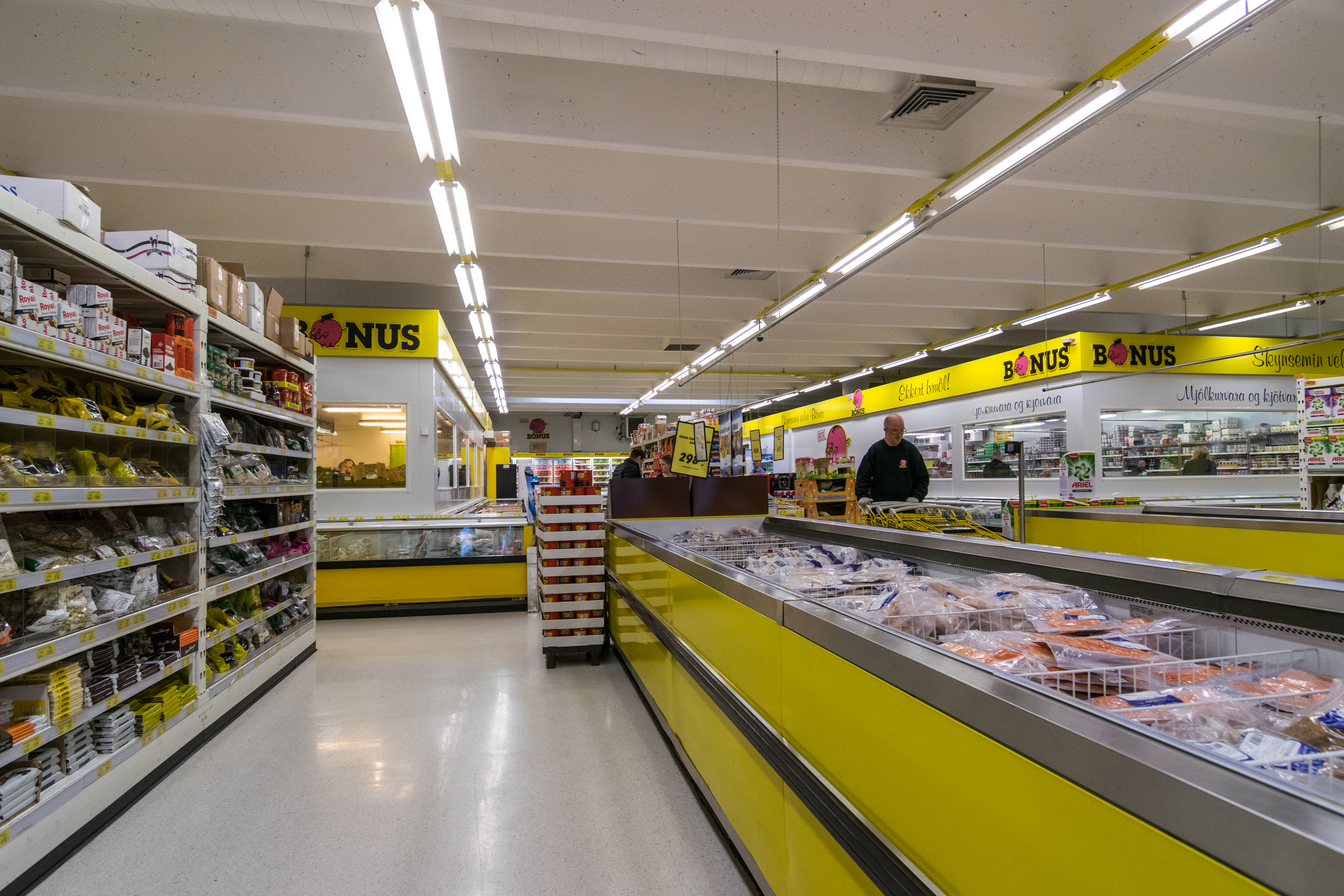
Im Inneren eines Supermarktes

Bónus ist eine in Island ansässige Supermarktkette und gehört zur Holding Hagar hf. Bónus sieht sich vor allem als Discounter und unterhält in Island 18 Standorte im Hauptstadtgebiet von Reykjavík sowie 13 außerhalb des Hauptstadtgebiets. Außerhalb von Island betreibt Bónus acht Filialen auf den Färöern. Bónus gilt als preisgünstigster isländischer Supermarkt und hat mit Stand vom September 2017 850 Mitarbeiter. Das Logo des Unternehmens ist ein grinsendes rosa Schweinchen. Bónus ist der führende Lebensmitteleinzelhändler in Island. 2004 hatte er einen Marktanteil von 45 %, 2006 waren es 50 % und 2016 hatte Bónus den größten Marktanteil in Island.

## Geschichte
Jóhannes Jónsson gründete 1989 mit seinem Sohn Jón Ásgeir Jóhannesson Bónus. Sie waren von den Aldi-Märkten in Deutschland beeindruckt. Am 8. April 1989 eröffneten sie ihren ersten Markt in Reykjavík. Der Unternehmens Bonus leitet sich laut Jónsson von den angebotenen Rabatten ab. Die Umsätze waren drei Mal höher als ursprünglich gedacht, sodass im Sommer 1989 die Entscheidung fiel einen zweiten Standort zu eröffnen. 1992 stieg das Unternehmen Hagkaup bei der Supermarktkette ein. Zum damaligen Zeitpunkt betrieb man sechs Standorte. 1994 expandierte man weiter und eröffnete mit einem Markt auf den Faröern erstmals einen Standort außerhalb Islands. 1998 entstand durch den Zusammenschluss von Hagkaup und Bónus die Baugur Group. Diese übernahm 2004 unter anderem auch das größte und feinste Warenhaus von Kopenhagen, Magasin du Nord, das seit Ende 2009, nach der Insolvenz von Baugur, der britischen Warenhauskette Debenhams gehört. Heute gilt Bónus als „Aldi von Island“ und betreibt auch einige Filialen auf den Färöern.
Der isländische Schriftsteller Andri Snær Magnason veröffentlichte 1996 die  Bónus-Supermarktgedichte. Der Autor fragte sich, was das Geschmackloseste sei, was man mit Poesie machen kann. „Wir tranken und aßen die Bónus-Produkte, die Gedichte fehlten noch, um mein Bónus-Leben zu vervollständigen.“
2021 wurde das Logo minimal angepasst, das Schweinchen wurde, ebenso wie der Schriftzug, modernisiert und modifiziert.